# Gian Vincenzo Moreni
Gian Vincenzo Moreni (* 29. Januar 1932 in Montichiari, Provinz Brescia, Italien; † 3. März 1999) war ein italienischer römisch-katholischer Geistlicher, Erzbischof und zuletzt Apostolischer Nuntius auf den Philippinen.

## Biografie
Moreni empfing am 4. April 1959 die Priesterweihe und war anschließend als Priester in Brescia tätig. Später trat er in den diplomatischen Dienst des Heiligen Stuhls und wurde am 29. April 1982 zum Apostolischen Pro-Nuntius in Tansania und mit gleichem Datum zum Titularerzbischof von Turris in Mauretania ernannt. Die Bischofsweihe empfing er am 5. Juni 1982 durch Agostino Kardinal Casaroli. Mitkonsekratoren waren Erzbischof Duraisamy Simon Lourdusamy, Sekretär der Kongregation für die Evangelisierung der Völker, und Luigi Morstabilini, Bischof von Brescia.
Nachdem er zwischen 1984 und 1990 Apostolischer Nuntius in Tansania war, wurde er am 8. September 1990 zum Apostolischen Nuntius auf den Philippinen ernannt und übte dieses Amt bis zu seinem Tod aus.